# Joseph Bloomfield

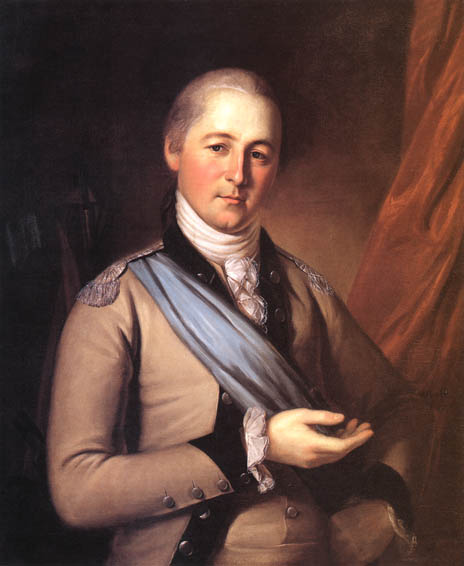
Joseph Bloomfield

Joseph Bloomfield (* 18. Oktober 1753 in Woodbridge, Province of New Jersey; † 3. Oktober 1823 in Burlington, New Jersey) war ein US-amerikanischer Politiker und von 1801 bis 1802 sowie zwischen 1803 und 1812 Gouverneur des Bundesstaates New Jersey. Zwischen 1817 und 1821 vertrat er seinen Staat im US-Repräsentantenhaus in Washington.

## Frühe Jahre und politischer Aufstieg
Joseph Bloomfield besuchte die Reverend Enoch Green’s School in Deerfield, New Jersey. Nach einem anschließenden Jurastudium wurde er im Jahr 1775 als Rechtsanwalt zugelassen. Daraufhin begann er in Bridgeton in seinem neuen Beruf zu arbeiten. Während des Unabhängigkeitskrieges kämpfte er in den Reihen seiner amerikanischen Landsleute und stieg zum Major und zum Militärstaatsanwalt der nördlichen Armee auf. Bloomfield nahm an mehreren Schlachten teil, wobei er auch verwundet wurde. Am 28. Oktober 1778 quittierte er dann den Militärdienst.
Ursprünglich unterstützte Bloomfield die Föderalistische Partei von Alexander Hamilton. Nach dem Ende seiner Militärzeit war er als Anwalt in Burlington tätig. Zwischen 1779 und 1783 war er außerdem Registrar beim Seegerichtshof (Admiralty Court). Von 1783 bis 1792 war er Attorney General (Justizminister) von New Jersey. Nebenbei war er von 1793 bis 1801 Kurator des Princeton College, der späteren Princeton University. Bloomfield war auch in führender Position Mitglied der Miliz seines Staates. In dieser Eigenschaft war er im Jahr 1794 Mitglied einer militärischen Mission zur Niederschlagung der Whiskey-Rebellion. Gegen Ende der 1790er Jahre wandte sich Bloomfield von den Föderalisten ab und wurde Mitglied der Demokratisch-Republikanischen Partei von Thomas Jefferson. Allerdings hing ihm in seiner neuen Partei seine politische Vergangenheit bei den Föderalisten lange nach.

## Gouverneur von New Jersey
Im Jahr 1801 wurde Bloomfield von der Legislative seines Staates zum neuen Gouverneur gewählt. Allgemeine Gouverneurswahlen durch das Volk gab es in New Jersey erst nach einer Reform der Staatsverfassung von 1844. Damals war die Amtszeit des Gouverneurs auf ein Jahr begrenzt. Da er im Jahr 1802 wegen eines Patts in der Legislative nicht wiedergewählt wurde, musste er für ein Jahr seinen Posten aufgeben. Zwischen 1802 und 1812 wurde er aber jährlich wiedergewählt, so dass er mit der erwähnten einjährigen Unterbrechung zwischen dem 31. Oktober 1801 und dem 29. Oktober 1812 im Amt bleiben konnte.
Bloomfield war ein Gegner der Sklaverei und unterstützte eine Gesetzesvorlage zur allmählichen Emanzipation der Sklaven (Gradual Emancipation Act). Außerdem wurde in seiner Amtszeit die Miliz neu strukturiert. Seine letzten Jahre als Gouverneur waren von den Spannungen im Vorfeld des Britisch-Amerikanischen Kriegs von 1812 überschattet. Unter dem erlassenen Handelsembargo litt die Wirtschaft New Jerseys schwer.

## General und Kongressabgeordneter
Bloomfield wurde dann Brigadegeneral der US Army. In dieser Eigenschaft nahm er am nun ausbrechenden Krieg gegen Großbritannien teil. Diesen Posten behielt er bis zum Jahr 1815. In den Jahren 1816 und 1818 wurde er jeweils als Abgeordneter in den Kongress gewählt. Dort vertrat er zwischen dem 4. März 1817 und dem 3. März 1821 die Interessen seines Staates. Im Jahr 1820 wurde er nicht mehr wiedergewählt. Joseph Bloomfield starb im Jahr 1823. Er war zweimal verheiratet.